# An Yong-woo
An Yong-woo (안용우?, 安庸佑?; Corea del Sud, 10 agosto 1991) è un calciatore sudcoreano, centrocampista del Gyeongju KHNP.